# Don't Call Me Up
Don't Call Me Up is een nummer van de Britse zangeres Mabel. Het werd uitgebracht op 18 januari 2019 door Polydor. Het is onderdeel van de heruitgave van Mabels mixtape Ivy to Roses, dat op dezelfde dag als de single werd uitgegeven. Het zal ook een van de nummers op Mabels debuutalbum High Expectations zijn. Dit album zal verschijnen op 2 augustus 2019.

## Achtergrond
Don't Call Me Up gaat over een bezitterige ex, met wie de zangeres niets meer te maken wil hebben. Mabel zei dat ze het nummer schreef om over een beëindigde relatie heen te komen. Ook wilde ze er een positief nummer van maken, omdat vaak alleen naar de negatieve kanten van een 'breakup' wordt gekeken.

## Hitnoteringen

### Nederlandse Top 40
| Hitnotering: 09-03-2019 t/m 24-08-2019 | Hitnotering: 09-03-2019 t/m 24-08-2019 | Hitnotering: 09-03-2019 t/m 24-08-2019 | Hitnotering: 09-03-2019 t/m 24-08-2019 | Hitnotering: 09-03-2019 t/m 24-08-2019 | Hitnotering: 09-03-2019 t/m 24-08-2019 | Hitnotering: 09-03-2019 t/m 24-08-2019 | Hitnotering: 09-03-2019 t/m 24-08-2019 | Hitnotering: 09-03-2019 t/m 24-08-2019 | Hitnotering: 09-03-2019 t/m 24-08-2019 | Hitnotering: 09-03-2019 t/m 24-08-2019 | Hitnotering: 09-03-2019 t/m 24-08-2019 | Hitnotering: 09-03-2019 t/m 24-08-2019 | Hitnotering: 09-03-2019 t/m 24-08-2019 | Hitnotering: 09-03-2019 t/m 24-08-2019 | Hitnotering: 09-03-2019 t/m 24-08-2019 | Hitnotering: 09-03-2019 t/m 24-08-2019 | Hitnotering: 09-03-2019 t/m 24-08-2019 | Hitnotering: 09-03-2019 t/m 24-08-2019 | Hitnotering: 09-03-2019 t/m 24-08-2019 | Hitnotering: 09-03-2019 t/m 24-08-2019 |
| Week:                                  | 1                                      | 2                                      | 3                                      | 4                                      | 5                                      | 6                                      | 7                                      | 8                                      | 9                                      | 10                                     | 11                                     | 12                                     | 13                                     | 14                                     | 15                                     | 16                                     | 17                                     | 18                                     | 19                                     | 20                                     |
| -------------------------------------- | -------------------------------------- | -------------------------------------- | -------------------------------------- | -------------------------------------- | -------------------------------------- | -------------------------------------- | -------------------------------------- | -------------------------------------- | -------------------------------------- | -------------------------------------- | -------------------------------------- | -------------------------------------- | -------------------------------------- | -------------------------------------- | -------------------------------------- | -------------------------------------- | -------------------------------------- | -------------------------------------- | -------------------------------------- | -------------------------------------- |
| Positie:                               | 35                                     | 15                                     | 3                                      | 3                                      | 2                                      | 3                                      | 2                                      | 3                                      | 2                                      | 2                                      | 3                                      | 3                                      | 4                                      | 6                                      | 6                                      | 8                                      | 12                                     | 13                                     | 15                                     | 18                                     |
| Week:                                  | 21                                     | 22                                     | 23                                     | 24                                     | 25                                     |                                        |                                        |                                        |                                        |                                        |                                        |                                        |                                        |                                        |                                        |                                        |                                        |                                        |                                        |                                        |
| Positie:                               | 19                                     | 25                                     | 27                                     | 32                                     | 40                                     | uit                                    |                                        |                                        |                                        |                                        |                                        |                                        |                                        |                                        |                                        |                                        |                                        |                                        |                                        |                                        |

### NederlandseSingle Top 100
| Hitnotering: (Week 1 t/m 37) 23-02-2019 t/m 02-11-2019 Hitnotering: (Week 38 t/m 41) 16-11-2018 t/m heden | Hitnotering: (Week 1 t/m 37) 23-02-2019 t/m 02-11-2019 Hitnotering: (Week 38 t/m 41) 16-11-2018 t/m heden | Hitnotering: (Week 1 t/m 37) 23-02-2019 t/m 02-11-2019 Hitnotering: (Week 38 t/m 41) 16-11-2018 t/m heden | Hitnotering: (Week 1 t/m 37) 23-02-2019 t/m 02-11-2019 Hitnotering: (Week 38 t/m 41) 16-11-2018 t/m heden | Hitnotering: (Week 1 t/m 37) 23-02-2019 t/m 02-11-2019 Hitnotering: (Week 38 t/m 41) 16-11-2018 t/m heden | Hitnotering: (Week 1 t/m 37) 23-02-2019 t/m 02-11-2019 Hitnotering: (Week 38 t/m 41) 16-11-2018 t/m heden | Hitnotering: (Week 1 t/m 37) 23-02-2019 t/m 02-11-2019 Hitnotering: (Week 38 t/m 41) 16-11-2018 t/m heden | Hitnotering: (Week 1 t/m 37) 23-02-2019 t/m 02-11-2019 Hitnotering: (Week 38 t/m 41) 16-11-2018 t/m heden | Hitnotering: (Week 1 t/m 37) 23-02-2019 t/m 02-11-2019 Hitnotering: (Week 38 t/m 41) 16-11-2018 t/m heden | Hitnotering: (Week 1 t/m 37) 23-02-2019 t/m 02-11-2019 Hitnotering: (Week 38 t/m 41) 16-11-2018 t/m heden | Hitnotering: (Week 1 t/m 37) 23-02-2019 t/m 02-11-2019 Hitnotering: (Week 38 t/m 41) 16-11-2018 t/m heden | Hitnotering: (Week 1 t/m 37) 23-02-2019 t/m 02-11-2019 Hitnotering: (Week 38 t/m 41) 16-11-2018 t/m heden | Hitnotering: (Week 1 t/m 37) 23-02-2019 t/m 02-11-2019 Hitnotering: (Week 38 t/m 41) 16-11-2018 t/m heden | Hitnotering: (Week 1 t/m 37) 23-02-2019 t/m 02-11-2019 Hitnotering: (Week 38 t/m 41) 16-11-2018 t/m heden | Hitnotering: (Week 1 t/m 37) 23-02-2019 t/m 02-11-2019 Hitnotering: (Week 38 t/m 41) 16-11-2018 t/m heden | Hitnotering: (Week 1 t/m 37) 23-02-2019 t/m 02-11-2019 Hitnotering: (Week 38 t/m 41) 16-11-2018 t/m heden | Hitnotering: (Week 1 t/m 37) 23-02-2019 t/m 02-11-2019 Hitnotering: (Week 38 t/m 41) 16-11-2018 t/m heden | Hitnotering: (Week 1 t/m 37) 23-02-2019 t/m 02-11-2019 Hitnotering: (Week 38 t/m 41) 16-11-2018 t/m heden | Hitnotering: (Week 1 t/m 37) 23-02-2019 t/m 02-11-2019 Hitnotering: (Week 38 t/m 41) 16-11-2018 t/m heden | Hitnotering: (Week 1 t/m 37) 23-02-2019 t/m 02-11-2019 Hitnotering: (Week 38 t/m 41) 16-11-2018 t/m heden | Hitnotering: (Week 1 t/m 37) 23-02-2019 t/m 02-11-2019 Hitnotering: (Week 38 t/m 41) 16-11-2018 t/m heden |
| Week: | 1 | 2 | 3 | 4 | 5 | 6 | 7 | 8 | 9 | 10 | 11 | 12 | 13 | 14 | 15 | 16 | 17 | 18 | 19 | 20 |
| --- | --- | --- | --- | --- | --- | --- | --- | --- | --- | --- | --- | --- | --- | --- | --- | --- | --- | --- | --- | --- |
| Positie:                                                                                                  | 58 | 42 | 27 | 15 | 4 | 3 | 2 | 3 | 4 | 3 | 3 | 5 | 9 | 10 | 11 | 9 | 8 | 10 | 11 | 17 |
| Week: | 21 | 22 | 23 | 24 | 25 | 26 | 27 | 28 | 29 | 30 | 31 | 32 | 33 | 34 | 35 | 36 | 37 | | 38 | 39 |
| Positie:                                                                                                  | 18 | 24 | 24 | 27 | 26 | 26 | 24 | 31 | 42 | 55 | 55 | 56 | 58 | 70 | 66 | 72 | 95 | uit | 86 | 92 |
| Week: | 40 | 41 | 42 | 43 | | | | | | | | | | | | | | | | |
| Positie:                                                                                                  | 94 | 92 | 75 | 95 | | | | | | | | | | | | | | | | |

### VlaamseUltratop 50
| Hitnotering: 16-03-2019 t/m 09-11-2019 | Hitnotering: 16-03-2019 t/m 09-11-2019 | Hitnotering: 16-03-2019 t/m 09-11-2019 | Hitnotering: 16-03-2019 t/m 09-11-2019 | Hitnotering: 16-03-2019 t/m 09-11-2019 | Hitnotering: 16-03-2019 t/m 09-11-2019 | Hitnotering: 16-03-2019 t/m 09-11-2019 | Hitnotering: 16-03-2019 t/m 09-11-2019 | Hitnotering: 16-03-2019 t/m 09-11-2019 | Hitnotering: 16-03-2019 t/m 09-11-2019 | Hitnotering: 16-03-2019 t/m 09-11-2019 | Hitnotering: 16-03-2019 t/m 09-11-2019 | Hitnotering: 16-03-2019 t/m 09-11-2019 | Hitnotering: 16-03-2019 t/m 09-11-2019 | Hitnotering: 16-03-2019 t/m 09-11-2019 | Hitnotering: 16-03-2019 t/m 09-11-2019 | Hitnotering: 16-03-2019 t/m 09-11-2019 | Hitnotering: 16-03-2019 t/m 09-11-2019 | Hitnotering: 16-03-2019 t/m 09-11-2019 | Hitnotering: 16-03-2019 t/m 09-11-2019 | Hitnotering: 16-03-2019 t/m 09-11-2019 |
| Week:                                  | 1                                      | 2                                      | 3                                      | 4                                      | 5                                      | 6                                      | 7                                      | 8                                      | 9                                      | 10                                     | 11                                     | 12                                     | 13                                     | 14                                     | 15                                     | 16                                     | 17                                     | 18                                     | 19                                     | 20                                     |
| -------------------------------------- | -------------------------------------- | -------------------------------------- | -------------------------------------- | -------------------------------------- | -------------------------------------- | -------------------------------------- | -------------------------------------- | -------------------------------------- | -------------------------------------- | -------------------------------------- | -------------------------------------- | -------------------------------------- | -------------------------------------- | -------------------------------------- | -------------------------------------- | -------------------------------------- | -------------------------------------- | -------------------------------------- | -------------------------------------- | -------------------------------------- |
| Positie:                               | 35                                     | 14                                     | 6                                      | 8                                      | 3                                      | 3                                      | 4                                      | 2                                      | 3                                      | 3                                      | 6                                      | 6                                      | 6                                      | 7                                      | 8                                      | 8                                      | 7                                      | 6                                      | 8                                      | 9                                      |
| Week:                                  | 21                                     | 22                                     | 23                                     | 24                                     | 25                                     | 26                                     | 27                                     | 28                                     | 29                                     | 30                                     | 31                                     | 32                                     | 33                                     | 34                                     | 35                                     |                                        |                                        |                                        |                                        |                                        |
| Positie:                               | 8                                      | 9                                      | 9                                      | 19                                     | 18                                     | 19                                     | 25                                     | 25                                     | 27                                     | 29                                     | 30                                     | 43                                     | 42                                     | 45                                     | 47                                     | uit                                    |                                        |                                        |                                        |                                        |

### VlaamseRadio 2 Top 30
| Hitnotering: 23-03-2019 t/m 03-08-2019 | Hitnotering: 23-03-2019 t/m 03-08-2019 | Hitnotering: 23-03-2019 t/m 03-08-2019 | Hitnotering: 23-03-2019 t/m 03-08-2019 | Hitnotering: 23-03-2019 t/m 03-08-2019 | Hitnotering: 23-03-2019 t/m 03-08-2019 | Hitnotering: 23-03-2019 t/m 03-08-2019 | Hitnotering: 23-03-2019 t/m 03-08-2019 | Hitnotering: 23-03-2019 t/m 03-08-2019 | Hitnotering: 23-03-2019 t/m 03-08-2019 | Hitnotering: 23-03-2019 t/m 03-08-2019 | Hitnotering: 23-03-2019 t/m 03-08-2019 | Hitnotering: 23-03-2019 t/m 03-08-2019 | Hitnotering: 23-03-2019 t/m 03-08-2019 | Hitnotering: 23-03-2019 t/m 03-08-2019 | Hitnotering: 23-03-2019 t/m 03-08-2019 | Hitnotering: 23-03-2019 t/m 03-08-2019 | Hitnotering: 23-03-2019 t/m 03-08-2019 | Hitnotering: 23-03-2019 t/m 03-08-2019 | Hitnotering: 23-03-2019 t/m 03-08-2019 | Hitnotering: 23-03-2019 t/m 03-08-2019 | Hitnotering: 23-03-2019 t/m 03-08-2019 |
| Week:                                  | 1                                      | 2                                      | 3                                      | 4                                      | 5                                      | 6                                      | 7                                      | 8                                      | 9                                      | 10                                     | 11                                     | 12                                     | 13                                     | 14                                     | 15                                     | 16                                     | 17                                     | 18                                     | 19                                     | 20                                     |                                        |
| -------------------------------------- | -------------------------------------- | -------------------------------------- | -------------------------------------- | -------------------------------------- | -------------------------------------- | -------------------------------------- | -------------------------------------- | -------------------------------------- | -------------------------------------- | -------------------------------------- | -------------------------------------- | -------------------------------------- | -------------------------------------- | -------------------------------------- | -------------------------------------- | -------------------------------------- | -------------------------------------- | -------------------------------------- | -------------------------------------- | -------------------------------------- | -------------------------------------- |
| Positie:                               | 29                                     | 18                                     | 15                                     | 12                                     | 10                                     | 5                                      | 6                                      | 5                                      | 4                                      | 6                                      | 14                                     | 15                                     | 16                                     | 14                                     | 19                                     | 17                                     | 18                                     | 16                                     | 24                                     | 29                                     | uit                                    |